# Follina
Follina là một đô thị ở tỉnh Treviso trong vùng Veneto, có cự ly khoảng 60 km về phía tây bắc của Venice và khoảng 35 km về phía tây bắc của Treviso. Tại thời điểm ngày 31 tháng 12 năm 2004, đô thị này có dân số 3.919 người và diện tích là 24,2 km².
Follina giáp các đô thị: Cison di Valmarino, Farra di Soligo, Mel, Miane, Pieve di Soligo.